# Dale Bumpers

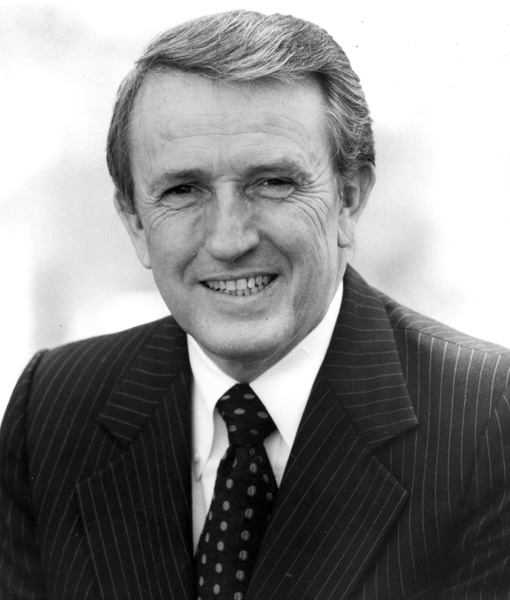
Dale Bumpers

Dale Leon Bumpers (* 12. August 1925 in Charleston, Franklin County, Arkansas; † 1. Januar 2016 in Little Rock, Arkansas) war ein US-amerikanischer Politiker. Er war zwischen 1971 und 1975 Gouverneur von Arkansas und anschließend bis 1999 US-Senator für diesen Bundesstaat.

## Frühe Jahre und politischer Aufstieg
Dale Bumpers besuchte die örtlichen Schulen seiner Heimat und die University of Arkansas. Während des Zweiten Weltkrieges diente er im United States Marine Corps. Nach dem Krieg studierte er an der Northwestern University in Illinois Jura. Er war damals ein Anhänger des demokratischen Präsidentschaftskandidaten Adlai Stevenson. Bumpers eröffnete 1952 eine kleine Anwaltspraxis in seiner Heimatgemeinde Charleston. Zwischen 1952 und 1970 war er auch als Anwalt für diese Gemeinde tätig. Im Jahr 1968 wurde er für kurze Zeit als Sonderrichter an den Arkansas Supreme Court berufen. Im Jahr 1970 bewarb sich Bumpers um die Nominierung der Demokraten für das Amt des Gouverneurs. Dabei musste er gegen den früheren Gouverneur Orval Faubus antreten. Nachdem es ihm gelungen war, diesen in den demokratischen Vorwahlen zu schlagen, schaffte er auch noch den Sieg bei den eigentlichen Wahlen gegen den republikanischen Amtsinhaber Winthrop Rockefeller.

## Gouverneur von Arkansas
Dale Bumpers trat sein neues Amt am 12. Januar 1971 an und konnte nach einer Wiederwahl im Jahr 1972 bis zum 3. Januar 1975 amtieren. Als Gouverneur trat er mit seiner Frau Betty Bumpers für eine Kinderimpfung gegen verschiedene Krankheiten ein. In seiner Zeit wurden die Verwaltung neu organisiert, ein neues Steuergesetz erlassen, die Gehälter der Lehrer angehoben und eine Verbraucherschutzabteilung eingerichtet. Außerdem wurden die Landesparks erweitert. Er setzte sich für eine verbesserte Bildungspolitik und eine Reform des Gefängniswesens ein. Bumpers war Mitglied mehrerer Gouverneursvereinigungen. Im Jahr 1974 wurde er in den US-Senat gewählt. Aus diesem Grund trat er kurz vor dem Ende seiner Amtszeit als Gouverneur zurück. Als Gouverneur gilt er als ein Vertreter einer neuen Politikergeneration im Süden, der auch Jimmy Carter in Georgia und wenig später Bill Clinton, ebenfalls in Arkansas, angehörten.

## Weiterer Lebenslauf
Zwischen 1975 und 1999 war Bumpers Mitglied des US-Senats in Washington. Dort war er in mehreren Ausschüssen tätig und setzte sich erneut für die Kinderimpfung zur Bekämpfung von Krankheiten wie Masern, Mumps und ähnlichen anderen Erkrankungen ein. Er ist ein Anhänger und Freund des früheren Präsidenten Clinton. Er war seit 1949 mit Betty Bumpers verheiratet, mit der er drei Kinder hatte. Für die Organisation von Impfkampagnen von Kindern in den USA erhielt er mit seiner Frau den Maxwell Finland Award.